# 陸上競技場

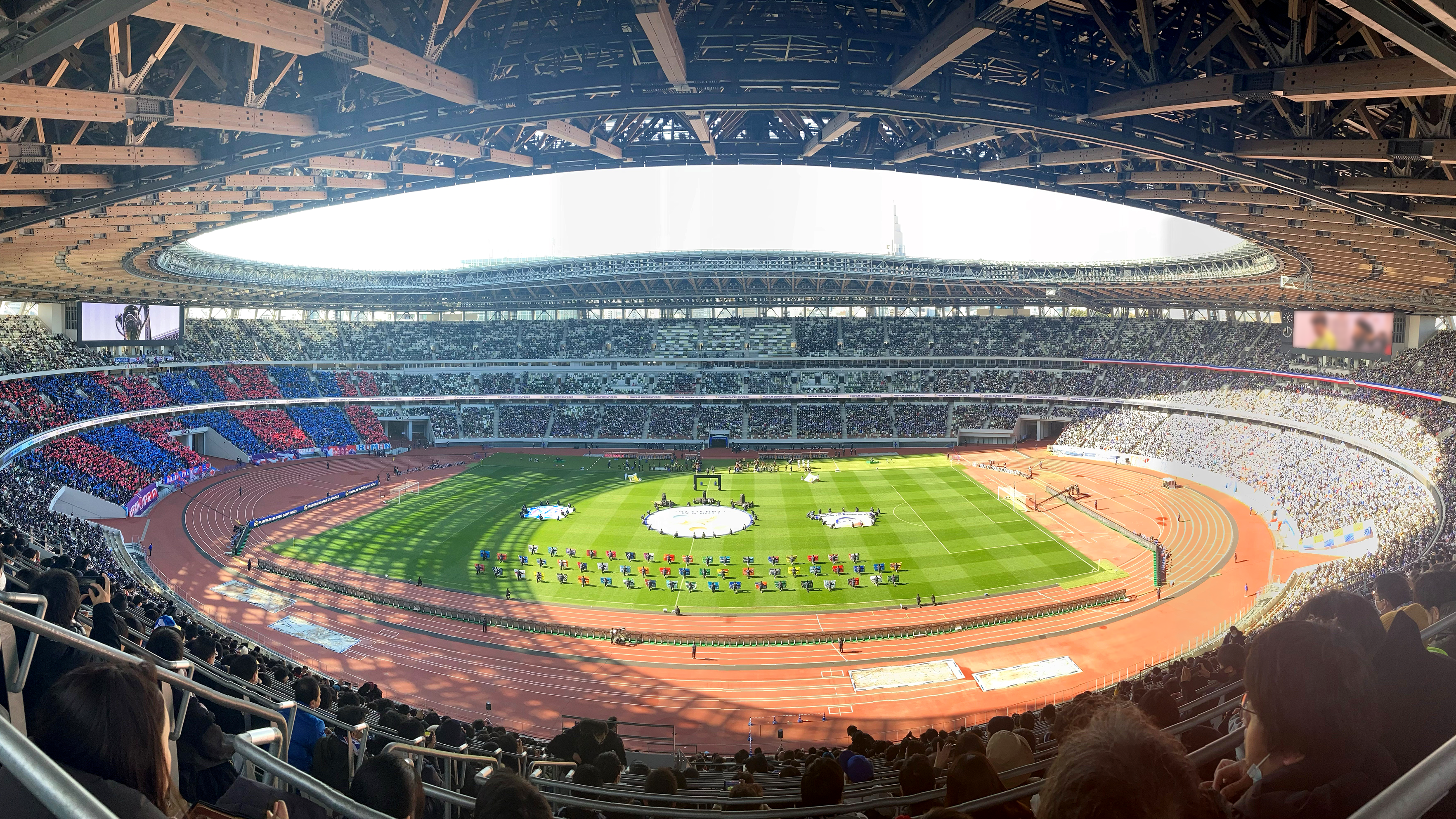
日本の国立競技場

陸上競技場（りくじょうきょうぎじょう）とは、陸上競技を行うために設けられる施設である。通常は屋外に常設されるものを指すが、体育館やホール内に特設される室内陸上競技場もある。
日本の主要な陸上競技場は地方自治体が設立・運営しているものが多いが、学校が有する陸上競技専用のグラウンド（特に私立大学に多い）が、日本陸上競技連盟の公認を受けている例も少なくない。
以下に屋外に設けられる陸上競技場について解説する。

## 施設
競技が行われる部分は、周回走路である「トラック」と、跳躍や投擲などの競技を行う「フィールド」に分かれている。
陸上競技場の基本仕様については、世界陸連（旧国際陸上競技連盟）が「TRACK AND FIELD FACILITIES MANUAL」を示しており、この規定が準用される。なお、国際陸上競技連盟（IAAF、当時）の規定では、陸上競技場の方位は、南北軸から東西に向かう角度が、22.5度未満とされた。

### トラック
競技規則（Technical Rules：TR）には「第2部 トラック競技」に規定がある。標準的なトラックの長さは400mと定められている（TR14.1）。
第1種から第4種の陸上競技場では400mであるが、第4種Lの陸上競技場では200m、250m、300m、400mの場合がある。トラックは平行する二つの直走路と、これらをつなぐ半径の同じ二つの曲走路からなる（TR14.1）。
徒競走、リレー競走、ハードル競走、障害物競走などが行われる。
トラックの内側とは縁石（高さ最低50㎜、幅最低50㎜の適当な材質で、色は可能な限り白）で分けられている（TR14.1）。曲走路の一部をフィールド競技に使用するときは、コーン、旗または代用縁石が設置される（TR14.1）。
舗装材として過去にはアンツーカなどが使われてきたが、1968年のメキシコオリンピックでポリウレタンの全天候トラックが採用された。これを皮切りに、ポリウレタンに加えゴムチップウレタンや合成ゴムの舗装材も登場、走りやすさや耐久性の面でメリットがあるとして一般化した。舗装の色はアンツーカのトラックの名残でほとんどがレンガ色であるが、青色のトラックを持つ競技場も増えており、2016年リオデジャネイロオリンピックでも青色が採用された。
少なくとも1つの曲走路を含むレースでは、左手が内側になるよう（反時計回り）に周回する（TR17.1）。またレーンナンバーは左手側をレーン1として順につける（TR17.1）。
レーン
1レーンの幅を1m220とし、第一種及び第二種の陸上競技場では8レーン又は9レーン設置し、直送路の長さを115m以上としなければならない。第三種では8レーン（直送路の長さ114m以上）、第四種では6レーン以上（直送路の長さ114m以上）でよい。
競技規則（TR14.4）では「400mまでのレースにおいて、各競技者は、幅50㎜の白色のラインで区切られた、右側のライン幅を含む最大幅1m220（±10㎜）のレーンを走らなければならない。」とされている（セパレートコース）。800m競走など、スタートから一定距離はセパレートコースで、その後はどこを走っても良いオープンコースになる種目もある。
スタートライン、フィニッシュライン
スタートライン及びフィニッシュラインは幅50㎜の白いラインである（TR16.1、TR18.1）。レーンを使用しないレースの場合は、フィニッシュからの距離がどの競技者も同じになるようスタートラインはカーブしている（TR16.1）。セパレートコースを用いる200mから800mの競走ではレーンごとにスタートラインが引かれている。1,000m以上の競走ではオープンコースであるため、スタートラインは最初の曲走路入り口を中心とした弧になっている。
レーン（含むオーダー）順の番号は、走る方向に向かって左から右へつけられる（TR16.1）。
障害物競走設備（水濠等）
第一種及び第二種の陸上競技場では障害物競走設備が必要である（第三種及び第四種では無くても可）。
障害物競走の水濠は、レーンの内側または外側に設けられる。日本の競技場のほとんどは外側に設けられているが、国立競技場では内側に設けられている。

### フィールド
跳躍競技や投擲競技が行われる部分。トラック内側をインフィールド、外側をアウトフィールドと呼ぶ。インフィールドをサッカー競技やラグビー競技などを行うスペースとして利用できる競技場も多い。
各種跳躍場および各種投てき場は、第一種及び第二種の陸上競技場では仕様に示す数必要であるが、第三種では1か所以上でよく、第四種では1か所以上で条件に合わない場合は一部の施設を欠いてもよい。
フィールドは第1曲走路側の半円部分のAゾーンと第2曲走路側の半円部分のBゾーンに分けられる。

#### 跳躍場
- 走高跳を行う場所はAゾーン、Bゾーンのいずれかに3か所以上、いずれかのゾーンで同時に2面競技ができるように設置する必要がある[1]。走高跳の助走路は扇形である。
- 走幅跳及び三段跳の助走路と砂場が設けられるが、第一種及び第二種公認の陸上競技場の基本仕様では「走幅跳、三段跳の助走路ならびに砂場は、メインスタンド側またはバックスタンド側（インフィールドでもよい）に6カ所以上設置する。」とされている[1]。実際には走幅跳・三段跳の助走路と砂場はアウトフィールドに設けられることが多い。これらをインフィールドに設けてしまうと、インフィールド内の面積が制限され、サッカーやラグビーのピッチの規格に合わなくなってしまい、事実上陸上競技専用競技場になってしまうためである。
- 棒高跳の助走路とポールを突き立てるためのボックスが設けられる（第一種及び第二種の陸上競技場で設置数の基準が異なる）[1]。

#### 投てき場
- 砲丸投はAゾーン、Bゾーンのいずれかに扇形の投てきエリアを設置し、サークルを1か所以上設ける[1]。
- 円盤投とハンマー投のサークルは兼用型でもよいが、第一種及び第二種の陸上競技場では2か所設置する必要がある[1]。砲丸投のサークルとの兼用は認められていない[1]。
- やり投の助走路の末端は、やりが構造物と接触しないように設置しなければならない[1]。やり投の助走路は直線で36.5mある上に、やりの飛距離が100m近くにもなるため、トラックの曲線部を横断する形で設けられることが多い。

## 公認競技場の区分
国際陸上競技連盟（IAAF）公認の競技場には、オリンピックや世界選手権などIAAF主催・管轄大会に必要なクラス1や、国際招待大会に必須のクラス2がある。
日本陸上競技連盟公認の陸上競技場には、第1種から第4種までの区分がある（過去には第5種競技場という区分もあったが、2007年にいったん廃止され事実上は第4種に統合されたが、2022年度から「第4種L（ライト）公認競技場」が新たに項目として設けられ、事実上復活した）。また陸上競技場の施設に自転車競技場が併設されている場合は、「第○種・乙公認競技場」と表記することや、各競技場種別で開催できる競技大会の内容についても2011年から規定が改正されている。主な項目についてその規格を示す。
| 項目                           | 第1種                                                                                         | 第2種                                                                      | 第3種                                            | 第4種                                               | 第4種L                                              |              |
| ------------------------------ | --------------------------------------------------------------------------------------------- | -------------------------------------------------------------------------- | ------------------------------------------------ | --------------------------------------------------- | --------------------------------------------------- | ------------ |
| 使用できる大会                 | 日本選手権や国民体育大会など、日本陸連が主催する全国規模、および国際的な大会                  | 加盟団体陸上競技選手権大会、及び地方における主要な大会                     | 加盟団体等の対抗競技会等                         | 加盟団体の加盟団体の大会・記録会                    | 加盟団体の加盟団体の大会・記録会                    |              |
| トラックとフィールドの舗装材   | 全天候型舗装                                                                                  | 全天候型舗装                                                               | 全天候型舗装                                     | 全天候型舗装が望ましいが土質のものでも可            | 全天候型舗装が望ましいが土質のものでも可            |              |
| 走路一周の距離                 | 400m                                                                                          | 400m                                                                       | 400m                                             | 400m                                                | 200m 250m 300m 400m                                 |              |
| 直走路                         | 8又は9レーン                                                                                  | 8又は9レーン                                                               | 8レーン                                          | 6レーン以上                                         | 6レーン以上                                         |              |
| 曲走路                         | 8又は9レーン                                                                                  | 8又は9レーン                                                               | 6レーン以上                                      | 4レーン以上                                         | 4レーン以上                                         |              |
| 3000m障害用施設                | 必要                                                                                          | 必要                                                                       | なくてもよい                                     | なくてもよい                                        | なくてもよい                                        |              |
| 公認長距離競走路               | 近くにあることが望ましい                                                                      | 近くにあることが望ましい                                                   | なくてもよい                                     | なくてもよい                                        | なくてもよい                                        |              |
| 補助競技場                     | 全天候舗装、走路一周400mで第3種相当                                                           | 全天候舗装が望ましい                                                       | なくてもよい                                     | なくてもよい                                        | なくてもよい                                        | なくてもよい |
| 走幅跳、三段跳の跳躍場         | 6か所以上                                                                                     | 6か所以上                                                                  | 1か所以上                                        | 各1か所以上、条件に合わない場合は一部を欠いてもよい | 各1か所以上、条件に合わない場合は一部を欠いてもよい |              |
| 棒高跳の跳躍場                 | 6か所以上                                                                                     | 4か所以上                                                                  | 1か所以上                                        | 各1か所以上、条件に合わない場合は一部を欠いてもよい | 各1か所以上、条件に合わない場合は一部を欠いてもよい |              |
| 砲丸投のサークル               | 2か所以上                                                                                     | 1か所以上                                                                  | 1か所以上                                        | 各1か所以上、条件に合わない場合は一部を欠いてもよい | 各1か所以上、条件に合わない場合は一部を欠いてもよい |              |
| 円盤投、ハンマー投げのサークル | 兼用可で2か所以上                                                                             | 兼用可で2か所以上                                                          | 1か所以上                                        | 各1か所以上、条件に合わない場合は一部を欠いてもよい | 各1か所以上、条件に合わない場合は一部を欠いてもよい |              |
| 観客席の収容人員               | 15,000人以上                                                                                  | 5,000人以上                                                                | 相当数                                           | 相当数                                              | 相当数                                              |              |
| インフィールド                 | 天然芝・投てき可能な人工芝                                                                    | 天然芝・投てき可能な人工芝                                                 | 天然芝・投てき可能な人工芝                       | 天然芝・投てき可能な人工芝・土質                    | 天然芝・投てき可能な人工芝・人工芝・土質            |              |
| 更衣室                         | 300人以上収容必須                                                                             | 100人以上収容必須                                                          | 利用できる設備があることが望ましい               | なくてもよい                                        | なくてもよい                                        |              |
| トレーニングルーム             | ウェートトレーニング場必須                                                                    | なくてもよい                                                               | なくてもよい                                     | なくてもよい                                        | なくてもよい                                        |              |
| 雨天走路                       | 舗装材は屋外走路と同じもの。メインスタンドかバックスタンドのいずれかに設置すること            | 設置することが望ましい                                                     | なくてもよい                                     | なくてもよい                                        | なくてもよい                                        |              |
| 電気機器の配管                 | 設備を有すことが必要                                                                          | 設備を有すことが必要                                                       | 設備を有すことが望ましい                         | なくてもよい                                        | なくてもよい                                        |              |
| 用具倉庫                       | 2か所以上・かつ合計500㎡以上必要                                                              | それぞれの種別に示す用器具を収納できるようにする                           | それぞれの種別に示す用器具を収納できるようにする | それぞれの種別に示す用器具を収納できるようにする    | それぞれの種別に示す用器具を収納できるようにする    |              |
| シャワー室                     | 男女とも2か所ずつ以上必要                                                                     | 男女とも2か所ずつ以上必要                                                  | 利用できる設備があることが望ましい               | なくてもよい                                        | なくてもよい                                        |              |
| 競技場と場外との境界           | 競技場の荒廃・毀損を防ぎ競技会の際の混雑を防止し得る程度の堅牢な境界が必要                    | 競技場の荒廃・毀損を防ぎ競技会の際の混雑を防止し得る程度の堅牢な境界が必要 | なくてもよい                                     | なくてもよい                                        | なくてもよい                                        |              |
| 観覧席とトラックとの間の境界   | 観覧席からみだりに競技場内に出入りできないように設備することが必要                            | 観覧席からみだりに競技場内に出入りできないように設備することが必要         | なくてもよい                                     | なくてもよい                                        | なくてもよい                                        |              |
| 電光掲示板                     | 設置することが望ましいが、大規模競技会が行われる場合は仮設でもよい                            | あることが望ましい                                                         | あることが望ましい                               | なくてもよい                                        | なくてもよい                                        |              |
| 夜間照明設備                   | 1m220の高さで、平均照度1000ルクス程度、フィニッシュラインの箇所は1500ルクス以上を確保すること | あることが望ましい                                                         | あることが望ましい                               | なくてもよい                                        | なくてもよい                                        |              |

競技場の運営者から公認申請があった場合、日本陸上競技連盟は検定員、技術役員を派遣して実測調査を行い、施設用器具委員会における審査を行い公認の可否を決定する。公認の有効期間は各種とも5年 であるが、競技場の改変を行った場合は再検定が必要となる。また、公認要件を満たさなくなった場合や、所有者・管理者が有効期間満了前に公認更新を行わなかった場合には公認は取り消される。
公認料は上位の種別ほど高く、第1種では新規公認88万円、継続公認44万円（2024年現在）が必要となる。このため、第1種や第2種の要件を満たしていても金額面や必要性の理由から下位の種別で公認を受けている施設もある。

## 第1種公認陸上競技場の一覧
2025年現在、日本陸上競技連盟により第1種公認を受けている陸上競技場は以下の通りである。このうち「☆マーク」は国際陸連クラス1公認、「★マーク」は同クラス2公認の競技場であることを示す。

尚、日本国内に所在して、第2種以下の公認を受けている陸上競技場については

### 北海道
- ★札幌厚別公園競技場（北海道札幌市厚別区）

### 東北
- ★新青森県総合運動公園陸上競技場（カクヒログループ アスレチックスタジアム）（青森県青森市）
- 北上総合運動公園陸上競技場（ウエスタンデジタルスタジアムきたかみ）（岩手県北上市）
- 宮城スタジアム（キューアンドエースタジアムみやぎ）（宮城県利府町）
- ★秋田県立中央公園陸上競技場（秋田県秋田市）
- ★山形県総合運動公園陸上競技場（NDソフトスタジアム山形）（山形県天童市）
- 福島県営あづま陸上競技場（とうほうみんなのスタジアム）（福島県福島市）

### 関東
- 笠松運動公園陸上競技場（水戸信用金庫スタジアム）（茨城県那珂市・東海村）
- ★栃木県総合運動公園陸上競技場（カンセキスタジアムとちぎ）（栃木県宇都宮市）
- 群馬県立敷島公園県営陸上競技場（正田醤油スタジアム群馬）（群馬県前橋市）
- ★熊谷スポーツ文化公園陸上競技場（埼玉県熊谷市）
- 千葉県総合スポーツセンター陸上競技場（千葉県千葉市稲毛区）
- ☆国立競技場（東京都新宿区）
- ★横浜国際総合競技場（日産スタジアム）（神奈川県横浜市港北区）
- 等々力陸上競技場（Uvanceとどろきスタジアム by Fujitsu）（神奈川県川崎市中原区）

### 中部
- ★新潟スタジアム（デンカビッグスワンスタジアム）（新潟県新潟市中央区）
- 富山県総合運動公園陸上競技場（富山県富山市）
- 石川県西部緑地公園陸上競技場（石川県金沢市）
- 福井運動公園陸上競技場（9.98スタジアム）（福井県福井市）
- 山梨県小瀬スポーツ公園陸上競技場（JITリサイクルインクスタジアム）（山梨県甲府市）
- ★岐阜メモリアルセンター長良川競技場（岐阜県岐阜市）
- 静岡県草薙総合運動場陸上競技場（静岡県静岡市駿河区）
- ★静岡県小笠山総合運動公園静岡スタジアム（エコパスタジアム）（静岡県袋井市）

### 近畿
- ★三重県営総合競技場（三重交通G スポーツの杜 伊勢）（三重県伊勢市）
- ★彦根総合スポーツ公園陸上競技場（平和堂HATOスタジアム）（滋賀県彦根市）
- ★京都市西京極総合運動公園陸上競技場兼球技場（たけびしスタジアム京都）（京都府京都市右京区）
- ★長居陸上競技場（ヤンマースタジアム長居）（大阪府大阪市東住吉区）
- 兵庫県立三木総合防災公園陸上競技場（兵庫県三木市）
- ★神戸総合運動公園ユニバー記念競技場（兵庫県神戸市須磨区）
- 奈良市鴻ノ池陸上競技場（ロートフィールド奈良）（奈良県奈良市）
- ★紀三井寺運動公園陸上競技場（和歌山県和歌山市）

### 中国
- ★鳥取県立布勢総合運動公園陸上競技場（ヤマタスポーツパーク陸上競技場）（鳥取県鳥取市）
- 島根県立浜山公園陸上競技場（島根県出雲市）
- 岡山県総合グラウンド陸上競技場（シティライトスタジアム）（岡山県岡山市北区）
- ★広島広域公園陸上競技場（ホットスタッフフィールド広島）（広島県広島市安佐南区）
- ★維新百年記念公園陸上競技場（維新みらいふスタジアム）（山口県山口市）

### 四国
- ★徳島県鳴門総合運動公園陸上競技場（鳴門大塚スポーツパーク・ポカリスエットスタジアム）（徳島県鳴門市）
- ★香川県立丸亀競技場（Pikaraスタジアム）（香川県丸亀市）
- ★愛媛県総合運動公園陸上競技場（ニンジニアスタジアム）（愛媛県松山市）
- ★高知県立春野総合運動公園陸上競技場（高知県高知市）

### 九州・沖縄
- ★東平尾公園博多の森陸上競技場（福岡県福岡市博多区）
- ★SAGAスタジアム（佐賀県佐賀市）
- 長崎県立総合運動公園陸上競技場（トランスコスモススタジアム長崎）（長崎県諫早市）
- 熊本県民総合運動公園陸上競技場（えがお健康スタジアム）（熊本県熊本市東区）
- 大分スポーツ公園総合競技場（クラサスドーム大分）（大分県大分市）
- 宮崎県総合運動公園陸上競技場（ひなた陸上競技場）（宮崎県宮崎市）
- 宮崎県山之口陸上競技場（KUROKIRI STADIUM）（宮崎県都城市）
- ★鹿児島県立鴨池陸上競技場（白波スタジアム）（鹿児島県鹿児島市）
- 沖縄県総合運動公園陸上競技場（沖縄県沖縄市）